# 東海寺 (品川区)
東海寺（とうかいじ）は、東京都品川区北品川三丁目にある臨済宗大徳寺派の寺院。山号は万松山。

## 歴史
徳川幕府3代将軍家光により創建され、元禄7年の全焼後にはすぐに5代将軍綱吉によって再建されるなど、幕府による手厚い保護を受けていた。500石の朱印領と47,666坪に及ぶ広大な寺域を有していた。
- 寛永16年（1639年） 徳川家光が但馬国出石の沢庵宗彭を招聘して創建。沢庵を住職とする。
- 寛永21年（1644年） 土岐頼行が出羽国上山の春雨庵を模した塔中を沢庵宗彭のために建立する。
- 元禄7年（1694年） 品川宿から出火した火災で全焼。すぐに徳川綱吉と生母桂昌院によって再建され、大伽藍となる[1]。
- 明治6年（1873年） 寺領が新政府に接収され、衰退。現在の寺域は旧塔頭の玄性院（元・臨川院）にあたる[1]。
- 平成24年（2012年）10月 境内の原爆犠牲者慰霊碑が葛飾区の青戸平和公園へ移設される[2]。

## 文化財等
- 梵鐘 - 元禄5年（1693年）
- 沢庵和尚画像 - 江戸時代、東京都指定文化財
- 沢庵墓 - 寺の西方の東海寺大山墓地にある。国の史跡。
- 賀茂真淵墓 - 東海寺大山墓地にある。国の史跡（指定名称は「加茂真淵墓」）。

## 所在地
- 東京都品川区北品川三丁目11番9号

## 近隣情報

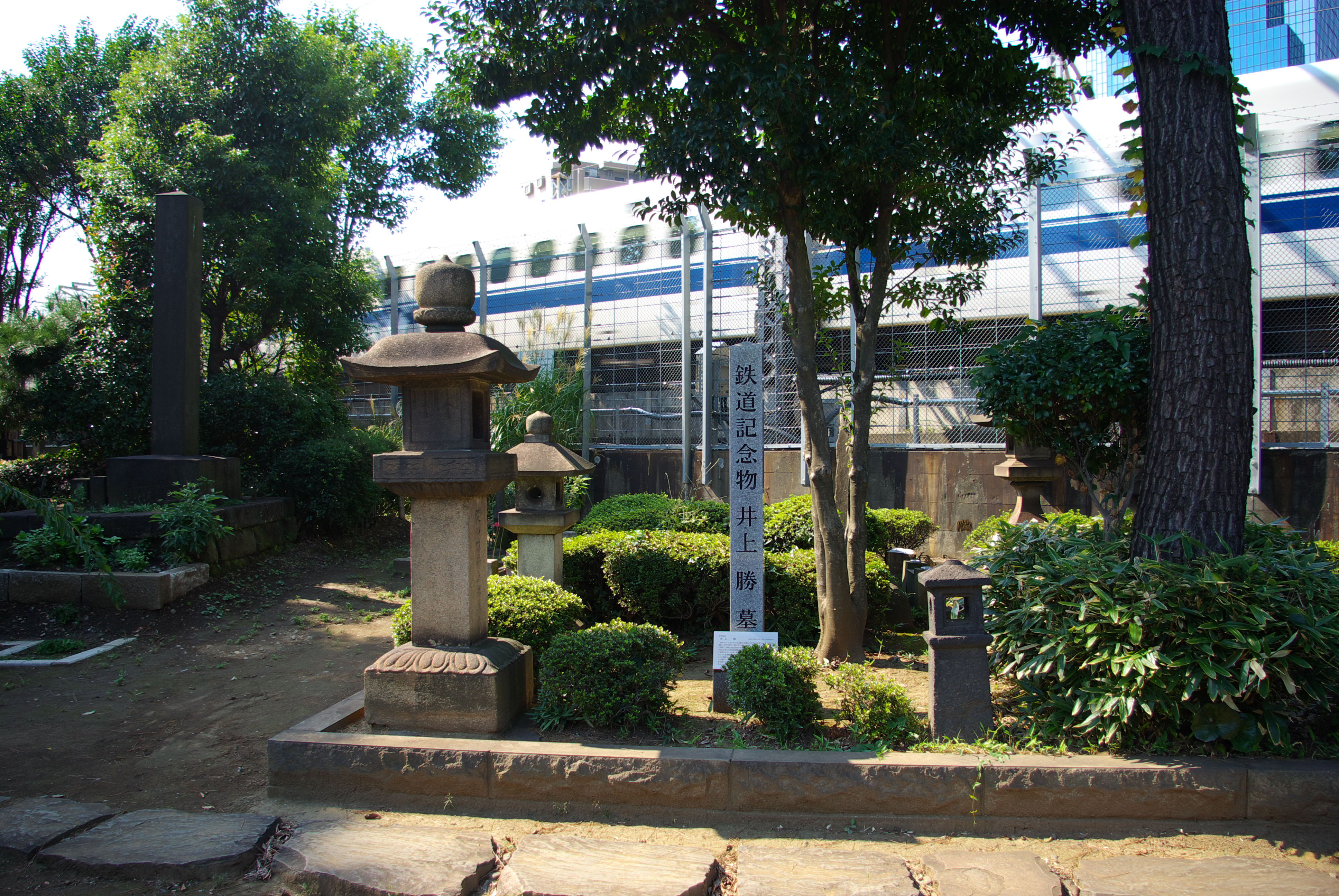
井上勝墓、後方は東海道新幹線

- 東海寺大山墓地 - 北品川四丁目11番8号の旧境内にある東海寺の墓地。沢庵宗彭や賀茂真淵、服部南郭、井上勝、渋川春海、島倉千代子らの墓がある。
- 品川神社 - 東海寺が創建された時に鎮守とされた。品川神社の隣接地であるもと東海寺内の高源院の墓地であった場所に、板垣退助、板垣絹子、板垣清女、乾信武らの墓があり品川区の史跡に指定されているが、品川神社を通ってしか墓地には入れない。
- 官営品川硝子製造所跡 - 北品川三丁目11番にある官営工場の跡。旧境内に建設された。

## 交通アクセス
- 京急本線新馬場駅から徒歩5分（経路案内）